# Reserva natural especial del Chinyero
La reserva natural especial del Chinyero es un paraje natural que cuenta con una superficie de 2379,4 hectáreas alrededor del volcán Chinyero. La reserva ocupa parte de los municipios de Santiago del Teide, El Tanque y Garachico en la isla de Tenerife (Canarias, España).

## Volcán
El volcán Chinyero está ubicado dentro de los límites municipales de Santiago del Teide. Se trata de un volcán monogénico de 1561 metros de altitud situado próximo al Teide y que está actualmente inactivo, si bien se registran erupciones desde 1393. La última tuvo lugar el 18 de noviembre de 1909 y cesó nueve días después, siendo la última erupción volcánica que ha tenido lugar en Tenerife.

## Características
Esta zona, que se extiende desde los 565 a los 1561 m en el Chinyero, se caracteriza por presentar una nutrida concentración de volcanes, que dan lugar al sector más reciente de la dorsal de Abeque. En esta dorsal concurren dos de los episodios eruptivos históricos que han sucedido en Tenerife: la erupción de Arenas Negras en 1706, que destruyó parte del pueblo y el puerto de Garachico, y la del Chinyero en 1909.
El espacio protegido, debido al distinto grado de colonización que presenta la zona, constituye un lugar de interés científico para el estudio de la sucesión ecológica. Además, conforma una muestra representativa del vulcanismo histórico de Canarias. La reserva está también declarada como zona de especial protección para las aves (ZEPA). Un pequeño sector de la reserva se relaciona al oeste con el Parque rural de Teno, mientras que al sur y sureste, establece límites con el parque natural de la Corona Forestal.

## Geología
Los materiales acumulados en este entorno son principalmente de carácter basáltico. Sobre ellos, en determinados puntos se superponen otros materiales de formación más reciente, constituidos estos por conos, lavas cordadas, lavas de malpaís, hornitos, etc., que establecen islotes entre los materiales de mayor edad geológica.

## Vegetación
La vegetación está representada fundamentalmente por distintas especies de pinos (Pinus canariensis, Pinus radiata y Pinus halepensis). Además, aparece un sotobosque de escobones (Chamaecytytisus proliferus) de porte arbustivo y también poleos (Bystropogon organifolius). En aquellos enclaves en los que asientan las coladas más recientes crecen vegetales de rango inferior como líquenes, especialmente, de color blanco. Finalmente, entre las rocas se pueden encontrar bejeques (Aeonium) junto con vinagreras (Rumex maderensis).

## Fauna
La fauna de la reserva natural está dominada por los escarabajos, entre ellos la pimelia (Pimelia ascendens). Estos coleópteros, que constituyen el grupo animal más abundante, habitan incluso en el parque nacional del Teide.